# يونس بك يفكيروف
يونس بك يفكيروف (بالروسية: Юнус-Бек Баматгиреевич Евкуров) الرئيس السابق لجمهورية إنغوشيتيا الروسية، من 31 أكتوبر 2008 إلى 24 يونيو 2019. عينه الرئيس فلاديمير بوتين نائبًا لوزير الدفاع في 8 يوليو 2019.